# 木里赤瓟
木里赤瓟（学名：Thladiantha lijiangensis var. latisepala）为葫芦科赤瓟属下的一个变种。

## 扩展阅读
- 維基物種上的相關：木里赤瓟